# Ламіскана
Ламіскана (груз. ლამისყანა) — село в Грузії.
За даними перепису населення 2014 року в селі проживає 1095 осіб.